# Всетатарский общественный центр
Всетатарский общественный центр (аббрев. ВТОЦ, тат. Bötentatar İctimaği Üzäge), также известный как Татарский общественный центр — татарская общественная центристская националистическая организация, существовавшая в 1988 — 2022 годах. 
Идеологией организации являлось признание национального суверенитета Республики Татарстан. Большинство участников движения считали, что этот суверенитет должен быть осуществлён внутри Российской Федерации. Главная контора (офис) располагалась в Казани.

## История
ВТОЦ был создан 7 июля 1988 года в Казанском университете (КГУ). Во главе инициативной группы встал доцент кафедры истории КПСС Казанского госуниверситета Марат Мулюков. Учредительный съезд организации состоялся в феврале 1989 года и прошёл в здании Татарского государственного академического театра. На него собрались почти 600 делегатов.
В конце 1980-х — начале 1990-х годов ВТОЦ организовал множество демонстраций и общественных встреч, требуя, чтобы правительство Татарской АССР провозгласило республику независимой от России. Один раз подобные демонстрации привели к столкновениям и дракам. Произошло этого из-за того, что русские националисты организовали контр-демонстрацию, которая спровоцировала насильственную конфронтацию.
В последующие годы правительство Татарстана во главе с Минтимером Шаймиевым заняло более состязательную позицию по отношению к Москве, что значительно уменьшило роль ТОЦ в качестве защитника этнических прав. В результате этого популярность организации снизилась среди большинства населения страны, а популярность президента Шаймиева, напротив, выросла. 
В последние несколько лет[когда?] татарский общественный центр малоактивен, а в немногочисленных демонстрациях участвуют преимущественно пенсионеры. Единственным исключением является День памяти (тат. Хәтер көне), который проводится в октябре каждого года в память о защитниках Казани в 1552 году. Это мероприятие привлекает очень много участников, в том числе молодёжь.
В некоторых городах России представители центра активно сотрудничают с местными чиновниками для того, чтобы проводить различные культурные мероприятия для местной диаспоры.
В новейшей истории Татарстана ВТОЦ был ведущей общественной силой, боровшейся в 1990-е годы за независимость республики. 15 февраля 1994 года РФ и Татарстан заключили «Договор о разграничении полномочий» между республиками. Кандидаты от ВТОЦ и «Иттифак» не получили ни одного места на выборах 1995 года во вновь образованный Государственный совет Татарстана, так как требования лидеров организации были слишком радикальными. В 1993 году некоторые члены ВТОЦ призывали военнослужащих-татар дезертировать из российской армии, советовали молодым людям создавать армию Татарстана. Председатель ВТОЦ Зиннур Аглиуллин в том же году призывал расстрелять Минтимера Шаймиева, за что был осуждён и приговорён к двум годам лишения свободы.
В конце 1990-х и в 2000-е годы популярность организации находилась на крайне низком уровне — на митинги приходили единицы, газеты и телевидение перестали интересоваться её деятельностью. В 2017 году отделение ВТОЦ в Набережных Челнах было признано экстремистским, его деятельность была запрещена в РФ за пропаганду нарушения территориальной целостности России. Рафис Кашапов, глава отделения, по обвинению в возбуждении ненависти либо вражды в 2009 году получил полтора года условно, в 2015 году — три года лишения свободы за призывы к сепаратизму. В 2018 году эмигрировал в Великобританию.

### Ликвидация
В 2017 году республиканская прокуратура предупредила ВТОЦ о недопустимости экстремизма за «содействие самостоятельному развитию республики» и «мотивы к приобретению Республикой Татарстан самостоятельности, что может привести к нарушению целостности РФ». В октябре 2019 года организация провела митинг дня памяти защитников Казани от войск Ивана Грозного в 1552 году, участники которого были оштрафованы, что по мнению экспертов от прокуратуры подтверждало экстремистский характер организации. Прокуратура потребовала ликвидации организации как экстремистской в Верховном суде Татарстана. 10 июня 2022 года ВТОЦ был признан экстремистской организацией и ликвидирован по решению Верховного суда Татарстана.
Всетатарский общественный центр продолжает свою деятельность за рубежом. Председатель и Президиум ВТОЦ работают в Турции.

## Руководители ВТОЦ
- 1988—1993 гг. Марат Мулюков.

В 1993—1996 гг. ВТОЦ был расколот на две части: «радикальную» и «умеренную».
- Руководители «Радикального» ВТОЦ:
  - 1993 г. — Зиннур Аглиуллин,
  - 1993—1996 гг. — Ильдус Амирханов.
- Руководитель «Умеренного» ВТОЦ:
  - 1993—1996 гг. — Марат Мулюков.
- 1996—1997 гг. — Марат Мулюков,
- 1997—1998 гг. — Заки Зайнуллин,
- 1998 г. — Фандас Сафиуллин,
- 1998—1999 гг.  — Заки Зайнуллин,
- 1999—2008 гг.  — Рашит Ягфаров,
- 2010—2014 гг. — Галишан Нуриахметов,
- 2014—2022 гг. — Фарит Закиев.

В разные годы лидерами ВТОЦ также были:
- Рашат Сафин,
- Фарит Уразаев,
- Талгат Бариев,
- Юнус Камалетдинов.

## Функции
Основными целями организации являются:
- Защита татарского языка и культуры; сохранение национальной идентичности татарского народа, возрождение татарской государственности.

Кроме этого, ВТОЦ стремится поддержать татарскую диаспору и защитить права татар во всём мире.
Руководящими органами центра являются Корылтай (съезд), Пленум, Президиум (работает постоянно) и председатель. Первый съезд проведен в 1989 году.
Согласно уставу организации, она продвигает свои цели исключительно демократическим путём.